# Добрий друг Декстер
«Добрий друг Декстер» (англ. Dearly Devoted Dexter) — кримінальний роман/роман жахів Джеффа Ліндсі 2005 року, другий у його серії про психопата Декстера Моргана, який був адаптований до телесеріалу. Розповідь ведеться від імені головного героя.

## Сюжет
Сержант Альберт Доукс, детектив відділу вбивств, почав підозріло ставитися до Декстера і одержимо стежить за ним у вільний від роботи час. Це унеможливлює для Декстера розслідування (і, можливо, вбивство) когось, кого він підозрює в причетності до сексуального насильства та вбивства молодих хлопців. Коли невідомого чоловіка знаходять дивно понівеченим, Доукс впізнає роботу «доктора Данко», ката, який служив разом із Доуксом у спецназі під час громадянської війни в Сальвадорі. Данко приїхав до Маямі, щоб помститися своїм колишнім товаришам, одурманюючи своїх жертв знеболюючими та психотропними засобами, а також ппротягом кількох днів або навіть тижнів, видаляючи хірургічним шляхом різні частини тіла.
Декстера втягують у справу, коли Данко викрадає нового хлопця його сестри Дебори, детектива Кайла Чацкі. Серед усього цього хаосу Декстер випадково заручається зі своєю дівчиною Ритою Беннетт. Намагаючись налагодити стосунки з дітьми Рити, Астор і Коді, він виявляє, що вони демонструють ті самі ознаки соціопатії, що й він у їхньому віці. Декстер з нетерпінням чекає на можливість навчити їх контролювати своїх «Темних попутників», як його прийомний батько, Гаррі, навчив Декстера контролювати свого.
Декстер дізнається, що ритуал вбивства Данко включає гру слів, схожу на ката. Кожній жертві пропонується відгадати слово, вибране для неї Данко, що описує тяжкий злочин проти неї, який жертва має спокутувати. Кожна неправильна або нерозбірлива відповідь призводить до ампутації частини тіла. Кількість ампутованих частин відповідає числу літер у загаданому слові, ретельно підібраному для цієї конкретної жертви. Катування проводяться терпляче і методично, щоб дати жертві достатньо часу для відновлення і початку загоєння, перш ніж буде скоєно наступне звірство. Цей метод спрямований на максимальне психологічне та фізичне виснаження жертви без її вбивства.